# Hobart Cavanaugh
Hobart Cavanaugh (Virginia City, Nevada, 22 de septiembre de 1886 - Los Ángeles, California, EUA, 27 de abril de 1950) fue un actor estadounidense. Debido a su amistad con los también actores Charlie Ruggles y Walter Catlett ingresó al mundo del teatro, y debutó en la pantalla grande con la película San Francisco Nights en 1928. Calvo y de cuerpo delgado, interpretó a maridos atormentados, oficinistas y operarios. Contrario a esta imagen, también realizó papeles de asesinos como en Horror Island (1941). Parte de su filmografía comprende: A la sombra de los muelles (1933), Madame DuBarry (1934), El capitán Blood (1935), Camino de Santa Fe (1940), Our Wife (1941), What a Woman! (1943) y The Hoodlum Saint (1946). 